# Дзюбелюк Олександр Миколайович
Олекса́ндр Микола́йович Дзюбелю́к (нар. 23 липня 1990 — пом. 27 липня 2014) — старший лейтенант ДПСУ, учасник російсько-української війни.

## Життєпис
Закінчив Новоушицький технікум Подільського державного аграрно-технічного університету, 2011-го — Національну академію Державної прикордонної служби — за спеціальністю офіцер управління основними підрозділами охорони державного кордону.
Старший лейтенант, заступник начальника мобільної прикордонної застави мобільної прикордонної застави «Могилів-Подільський». Понад 2 місяці з підлеглими тримав оборону на пункті пропуску «Довжанський».
За інформацією Держприкордонслужби з 10:00 до 13:05 та з 13:30 до 14:45 було здійснено мінометно-гаубичний обстріл пункту пропуску «Довжанський» (Луганська область). Вогонь вівся з населеного пункту Черніков (РФ), випущено понад 250 снарядів. У результаті обстрілу вбито 4 та поранено 2 прикордонників. Журналісту РІА вдалося зв'язатися телефоном з одним з прикордонників з «Довжанського», він повідомив, що обстрілювали з російської території. «Спочатку били з „Градів“. А потім полетіли снаряди, які летять зовсім тихо. Вперше таке бачили. Змішали все із землею. Скрізь воронки у зріст людини. Від пункту пропуску нічого не залишилося. Не знаю, що ще вони застосовували, але ми звернули увагу, як від попадання на берці якоїсь речовини, взуття від того розлазиться одразу. Так само злазить фарба з автомобілів». За словами співрозмовника, поранених і тіла вбитих забрали на територію Росії. Загинув, прикриваючи побратимів. Тоді ж полягли Володимир Блажко, Павло Дмитренко, Віктор Соколовський.
Без сина лишились батько, мама Антоніна Володимирівна.
Похований в Новій Ушиці.

## Нагороди та вшанування
2 серпня 2014 року — за особисту мужність і героїзм, виявлені у захисті державного суверенітету та територіальної цілісності України, вірність військовій присязі під час російсько-української війни, відзначений — нагороджений орденом «За мужність» III ступеня (посмертно).
Медаллю «20 років ДПСУ» в 2011 році.
У грудні 2014-го на фасаді Новоушицького технікуму Подільського державного аграрно-технічного університету відкрили меморіальну дошку на честь випускника Олександра Дзюбелюка.